# カワサキ・J1
85J1（はちじゅうごジェイワン、ジェイワン）とは、当時の川崎航空機が1964年（昭和39年）から販売していた、85 cc2ストロークエンジンを搭載した小型自動二輪車である。
なお、川崎重工業統合以前の製品ではあるが、便宜上、本記事では川崎重工業、あるいは現行制度下での川崎重工業モーターサイクル&エンジンカンパニーの製品と解釈する。

## 概要
発売当時、高性能を謳う車種を持たなかったカワサキが1960年代の最新技術であったロータリーディスクバルブ吸入方式を採用し、技術力の高さを広める目的で開発された車両。82 ccという排気量でありながら他車のフルサイズ90 ccエンジンに見劣りしない7.5 ps/6,800 rpmを発揮し、最高時速は90 kmに達した。デビュー前のモトクロスレースにおいてもブリヂストンやスズキを相手に上位を独占するなど、性能の高さを遺憾なく発揮し、カワサキ車として初めてのバックオーダーをかかえるほどの人気を博した。本車両の販売面での成功によりロータリーディスクバルブの技術に自信を得たカワサキは、本車両を基に各種派生車種を開発し、B1やC1、D1、G1といった車種が販売された。

## モデル一覧
- J1T

ツーリング用途にアップタイプマフラーを装着した仕様。
- J1L

分離給油ポンプを搭載した仕様。
- J1TL

J1Tに分離給油ポンプを搭載した仕様
- J1TR

スクランブラースタイルを採用した仕様。リヤホイールにドリブンスプロケットが2つ付いており、状況に応じてファイナルレシオを変更することが可能だった。
- J1TRL

J1TRに分離給油ポンプを搭載した仕様。出力が8.2 psに増強されていた。
- J1D

セルダイナモを搭載した仕様。

## 沿革
- 1964年（昭和39年）10月 - モーターショーに出品される。
- 1964年（昭和39年）11月 - 販売開始。
- 1965年（昭和40年）3月 - 月産2,000台を達成。
- 1965年（昭和40年）6月 - J1T、J1L、J1TLを生産開始。
- 1965年（昭和40年）10月 - J1T、J1L、J1TLに加え、J1TRをモーターショーにて公開。